# Bernhard Metzler
Bernhard Metzler (* 13. Juni 1979) ist ein ehemaliger österreichischer Skispringer und heutiger Skisprungtrainer.

## Sportlicher Werdegang
Metzler sprang sein erstes Weltcup-Springen am 7. Februar 1999 auf der Großschanze in Harrachov. Er beendete das Springen auf dem 48. Platz und blieb so ohne Weltcup-Punkte. Bereits bei seinem zweiten Springen am 4. Dezember 1999 im italienischen Val di Fiemme konnte er mit Platz 28 seine ersten Weltcup-Punkte gewinnen. Diesen Erfolg wiederholte er einen Tag später und steigerte das Ergebnis sogar auf den 25. Platz. Zwei Wochen später sprang er im polnischen Zakopane auf den 22. Platz. Beim Springen in Iron Mountain am 27. Februar 2000 konnte er mit Platz 15 sein bestes Einzelresultat im Weltcup erreichen. Am Ende der Weltcup-Saison 1999/2000 stand er auf Platz 43. in der Weltcup-Gesamtwertung. Auch beim Sommer-Grand-Prix 2000 konnte er mehrfach in die Punkte springen. Zu Beginn der Saison 2000/01 jedoch ließen die Leistungen nach und Metzler konnte in sechs Weltcup-Springen nur einmal in die Punkte springen. Daher sprang er ab der Saison 2001/02 fast wieder ausschließlich im Continental Cup (COC). Am 26. Januar 2002 sprang er in Lauscha mit Platz 9 erstmals in die Top 10 bei einem Einzelspringen. Diesen Erfolg konnte er noch mehrmals wiederholen. Am 4. Januar 2003 ging Metzler auf der Bergiselschanze letztmals im Weltcup an den Start. Sein bestes Ergebnis im COC erreichte Metzler in Westby am 16. Februar 2003, als er erstmals mit Platz 2 aufs Podium springen konnte. Rund ein Jahr später konnte er diesen Erfolg, erneut in Westby, wiederholen. Nach dem Ende der Saison am 7. März 2004 beendete er mit einem 9. und einem 16. Platz beim Skifliegen in Vikersund seine aktive Skispringerkarriere mit nur 24 Jahren.

## Trainerkarriere
Im April 2016 wurde er als Nachfolger von Jens Deimel zum Trainer der deutschen B-Nationalmannschaft ernannt. Am 13. April 2023 wurde bekannt, dass Metzler die Nachfolge von Harald Rodlauer als Cheftrainer der Ski Austria Damenskisprungnationalmannschaft antreten wird. Am 12. April 2025 trat er von seinem Posten zurück.

## Erfolge

### Weltcup-Platzierungen
| Saison  | Platz | Punkte |
| ------- | ----- | ------ |
| 1999/00 | 43.   | 53     |
| 2000/01 | 73.   | 05     |